# Perles de rocaille
Perles de rocaille är en typ av smyckeskonst där smyckena består av ett flertal pärlor (ibland olikfärgade) i asymmetriska mönster.